# Poręby Nowe
Poręby Nowe (do 14 lutego 2002 Nowe Poręby) – wieś sołecka w Polsce położona w województwie mazowieckim, w powiecie mińskim, w gminie Dobre. Przez miejscowość przebiega droga wojewódzka nr 637.
W latach 1975–1998 miejscowość administracyjnie należała do województwa siedleckiego. 15 lutego 2002 nastąpiła zmiana nazwy z Nowe Poręby na Poręby Nowe.
Wierni Kościoła rzymskokatolickiego należą do parafii św. Mikołaja w Dobrem.